# Jódar
Jódar is een gemeente in de Spaanse provincie Jaén in de regio Andalusië met een oppervlakte van 149 km². In 2001 telde Jódar 11.985 inwoners.

## Demografische ontwikkeling
Bron: INE; 1857-2011: volkstellingen